# Nam Jie-youn
Nam Jie-youn (in coreano 남지연; Gangneung, 25 maggio 1983) è un'ex pallavolista e allenatrice di pallavolo sudcoreana.
Giocava nel ruolo di libero ed è assistente allenatrice nelle IBK Altos.

## Carriera

### Giocatrice
La carriera di Nam Jie-youn inizia nel 2001, quando entra a far parte del GS Caltex Seoul, all'epoca denominato LG Petrochemical e con sede a Incheon: prima della nascita della V-League partecipa solo a tornei di livello amatoriale, ricevendo comunque le prime convocazioni nella nazionale sudcoreana, esordendo in occasione del World Grand Prix 2003 e vincendo la medaglia di bronzo al campionato asiatico e oceaniano disputatosi lo stesso anno; un anno dopo partecipa invece ai Giochi della XXVIII Olimpiade di Atene.
Nella stagione 2005 partecipa alla prima edizione del campionato sudcoreano, venendo premiata come miglior libero, mentre nelle due edizioni seguente riceve il premio di miglior ricevitrice del torneo. Nel campionato 2007-08 trionfa invece in Coppa KOVO, per poi vincere anche lo scudetto. In seguito, pur continuando a ricevere diversi riconoscimenti individuali, è con la nazionale che ottiene i risultati migliori: dopo l'argento alla Coppa asiatica 2008, si aggiudica il bronzo nell'edizione seguente e un altro argento XVI Giochi asiatici, mentre nel 2011 vince la medaglia di bronzo al Campionato asiatico e oceaniano, venendo anche premiata come miglior libero, riconoscimento ottenuto anche alla Coppa del Mondo.
Nella stagione 2012-13 approda alle IBK Altos, aggiudicandosi lo scudetto e il premio di miglior ricevitrice, nonché partecipando al V.League Top Match, dove viene eletta Most Impressive Player. Nella stagione seguente vince la sua seconda Coppa KOVO; nell'estate del 2014 con la nazionale vince la medaglia d'oro prima alla Coppa asiatica e poi ai XVII Giochi asiatici.
Nel campionato 2014-15 conquista il suo terzo scudetto, mentre nel campionato successiva arriva il terzo successo in Coppa KOVO; con la nazionale, dopo la medaglia d'argento al Campionato asiatico e oceaniano 2015, in cui viene premiata come miglior libero, un anno dopo partecipa ai Giochi della XXXI Olimpiade di Rio de Janeiro, ultimo torneo nel quale indossa la maglia della nazionale.
Nella stagione 2016-17 vince sia la Coppa KOVO che lo scudetto, mentre nella stagione seguente si trasferisce alle Pink Spiders, dove conclude la propria carriera come giocatrice.

### Allenatrice
Nella stagione 2018-19 torna alle IBK Altos nelle vesti di assistente allenatrice.

## Palmarès

### Club
- Campionato sudcoreano: 4

2007-08, 2012-13, 2014-15, 2016-17
- Coppa KOVO: 4

2007, 2013, 2015, 2016

### Nazionale (competizioni minori)
- Coppa asiatica 2008
- Coppa asiatica 2010
- Giochi asiatici 2010
- Coppa asiatica 2014
- Giochi asiatici 2014

### Premi individuali
- 2005 - V-League: Miglior libero
- 2006 - V-League: Miglior ricevitrice
- 2007 - V-League: Miglior ricevitrice
- 2010 - V-League: Miglior ricevitrice
- 2011 - V-League: Premio fair play
- 2011 - Campionato asiatico e oceaniano: Miglior libero
- 2011 - Coppa del Mondo: Miglior libero
- 2013 - V-League: Miglior ricevitrice
- 2013 - V.League Top Match: Most Impressive Player
- 2015 - Campionato asiatico e oceaniano: Miglior libero